# Lophocampa amaxiaeformis
Lophocampa amaxiaeformis là một loài bướm đêm thuộc phân họ Arctiinae, họ Erebidae.